# پینگین

پینگین شهری در شهرستان کایائو در استان بازگا در بورکینافاسوی مرکزی است و جمعیت آن ۷۷۴ نفر است.